# オーストラリアの動物相

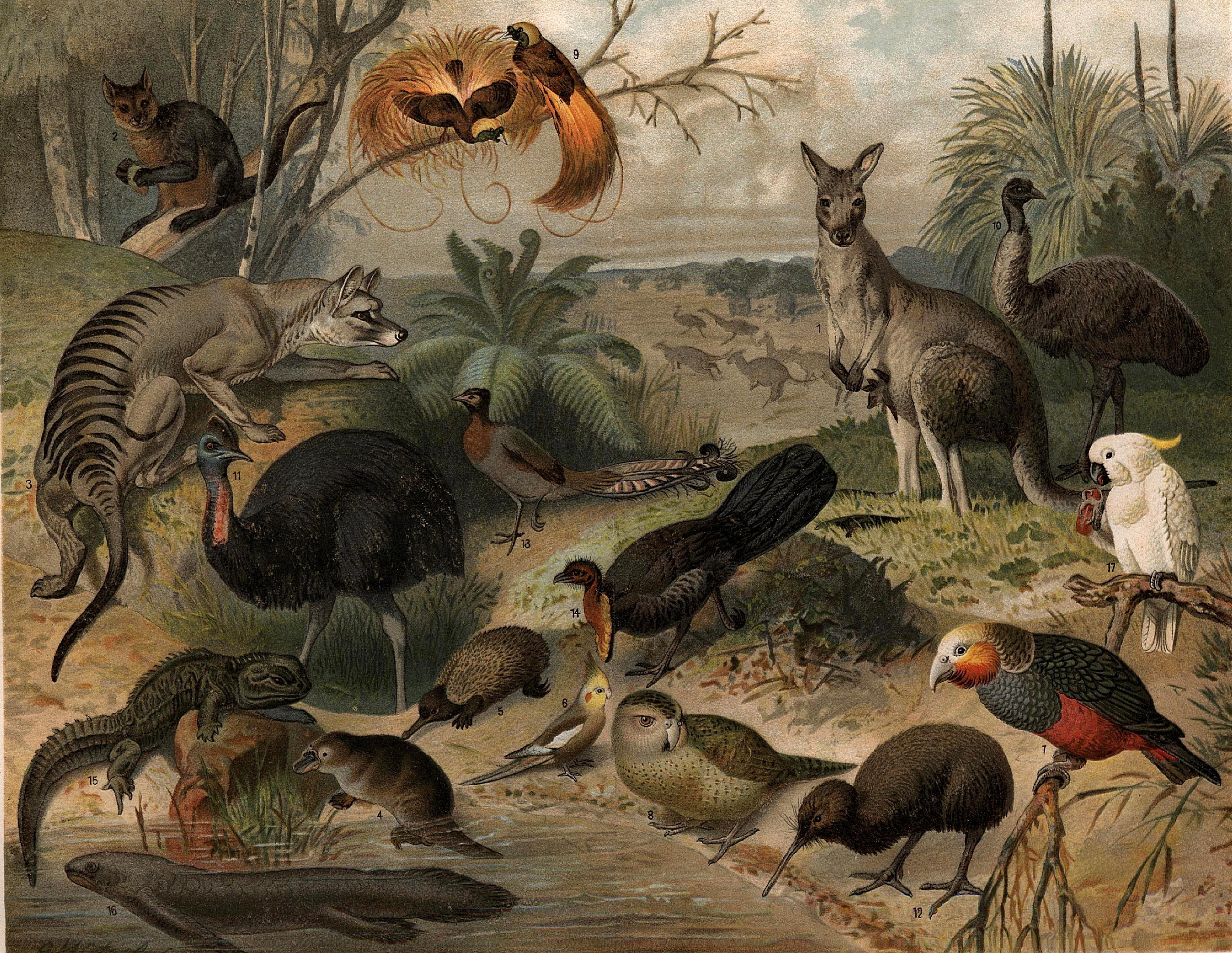
19世紀から20世紀前半のスウェーデンの百科事典 Nordisk familjebok に掲載されたイラスト

オーストラリアの動物相（オーストラリアのどうぶつそう、英語: Fauna of Australia）は、膨大な種類の固有の動物群で構成される。オーストラリア大陸に分布する哺乳類の83%、爬虫類の89%、魚類の90%、昆虫類の90%、両生類の93%は固有種である。この高い水準を持つオーストラリアの動物の固有性は、大陸の長い期間の地理的隔離、地殻構造上の安定性、地質年代を超えた土壌と植物相上の風変わりなパターンに起因しているといえる。オーストラリアの動物相の独特の特徴は、オーストラリア以外で主要なニッチを占める胎盤を持つ哺乳類（有胎盤類）との相対的な希少性である。つまりカンガルー類やコアラ、ポッサムが属する双前歯目、そしてタスマニアデビルが属するフクロネコ目のように有袋類―育児嚢で未熟な乳仔を育てる一群の哺乳類―がニッチの多くを占める。オーストラリアは単孔類（カモノハシ目）の5つの現存している種のうちの2つの生息地である。また多数の有毒な種、たとえばカモノハシの他、クモ、サソリ、ヒョウモンダコなどの軟体動物、クラゲ、オニダルマオコゼとアカエイ科などが分布している。オーストラリアは他の地域と比べて有毒ヘビが無毒ヘビより多い。
4万年以上前からのアボリジニ、そして1788年からのヨーロッパ人のオーストラリアへの移民は動物相に著しい影響を及ぼした。狩猟、外来種の導入、そして固有種の生息地破壊につながる土地開発は、多数の種の絶滅につながった。いくつかの例ではゴクラクインコ、ブタアシバンディクート、ヒロガオネズミカンガルーが挙げられる。持続可能ではない開発により、未だに多くの種の生存が脅かされている。その動物相の生存に対する脅威に対処するために、オーストラリアは広範囲に及ぶ連邦政府および州政府の法を可決し、多数の保護地域を設けた。

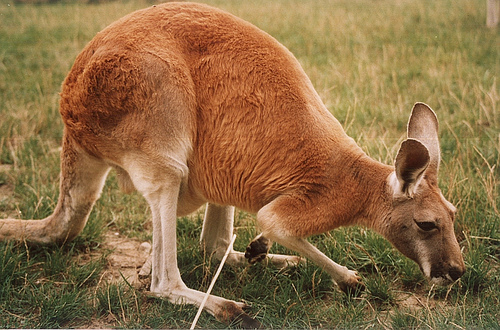
アカカンガルーはカンガルー類の中で最も大きく、そしてエミューとともに紋章動物としてオーストラリアの国章に用いられている。

## 起源

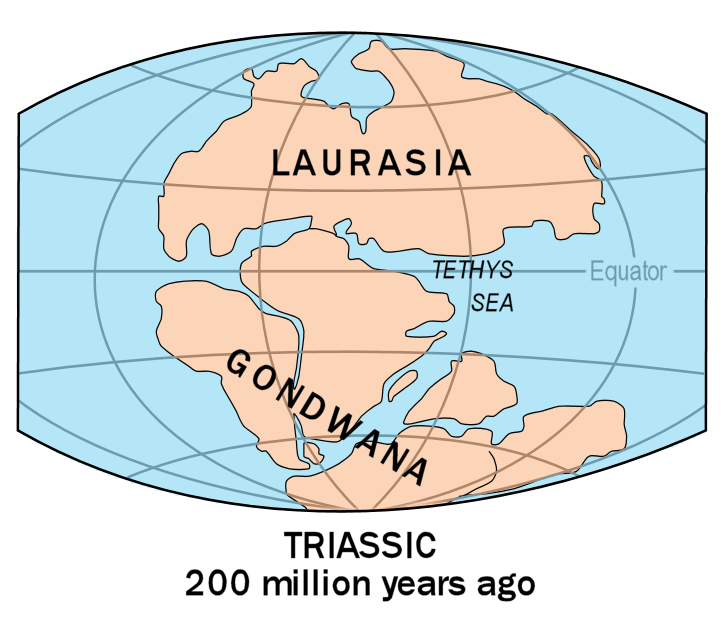
かつてオーストラリアはゴンドワナ大陸の一部であったことが示唆される。

地質学的かつ気候的な現象は、オーストラリアの動物相を特有のものにする一つの要因となった。オーストラリアはかつて、南の超大陸であるゴンドワナ大陸の一部であった。ゴンドワナ大陸には現在の南アメリカ大陸やアフリカ大陸、インド亜大陸、南極大陸などが含まれた。ゴンドワナ大陸は1億4000万年前に分裂し始め、5000万年前にオーストラリア大陸は南極大陸と分離した。530万年前、中新世の時代にアジアでインド・オーストラリアプレートの衝突が起こるまで、比較的孤立していた。現代オーストラリアの動物相の確立と進化は、明らかに大陸の固有の気候と地質によって形づくられた。オーストラリア大陸は移動していたため、ある程度、世界的な気候変動の影響から隔絶された。
中新世の後、ゴンドワナ起源の固有の動物相（たとえば有袋類）はオーストラリアで生き残り、適応した。ウォレス線―アジアとオーストララシアの生物地理区を分離している分布境界線―は、ユーラシアとインド・オーストラリアプレートの間で、地殻構造上の境界線を印づけている。この大陸境界線は陸橋の形成を妨げ、わずかな共通部分を除き、アジアとオーストラリアの鳥類を除く動物相の、明確な生物学的分布区域をもたらした。漸新世中期（約1500万年前）の南極海流出現の後、オーストラリアの気候は次第に乾燥していき、乾燥に適応した生物の多様性を発達させ、またそれと同時に湿潤熱帯地域や季節的な湿潤地域においても、それぞれに適応した独自の種を発展させていった。そのような地域においてはクイーンズランドの湿潤熱帯地域やオーストラリアのゴンドワナ多雨林群のように世界遺産に登録されている地域もある。

## 哺乳類

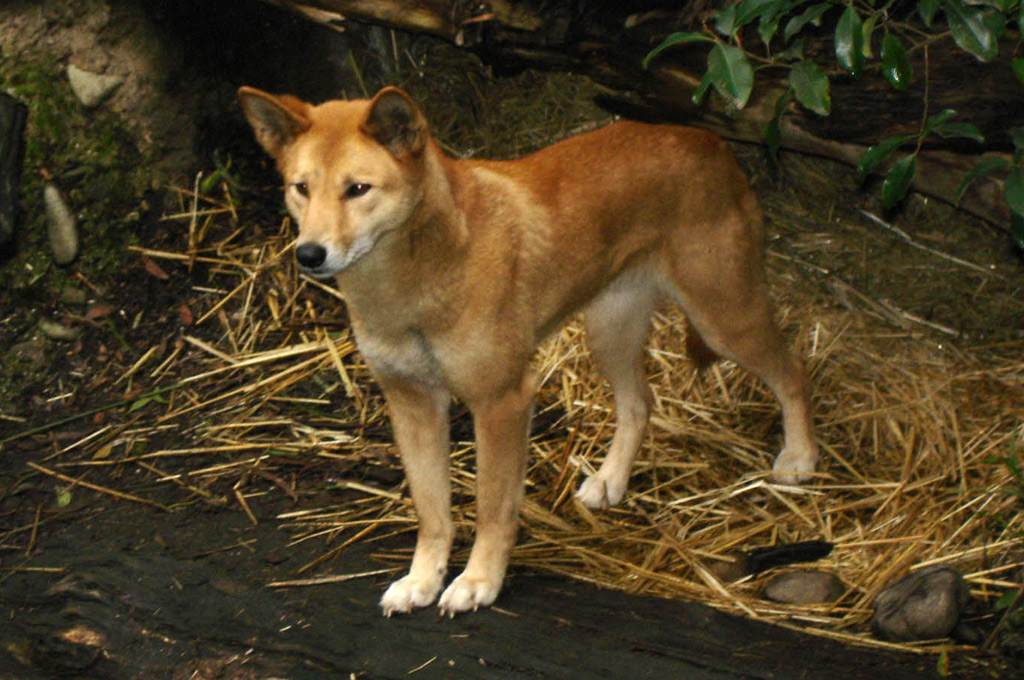
ディンゴは、一説にはアボリジニが連れてきたとされる。

オーストラリアは、現存する哺乳類の多様性と同じように、有袋類によって占められる多くの化石記録が存在する。化石記録によると、単孔類が1億4500万-9900万年前の白亜紀早期にはオーストラリアに存在し、そして有袋類と有胎盤類の歴史は、現代の哺乳類が化石記録に最初に現れた5600万年前-3400万年前、すなわち始新世から始まる。有袋類と有胎盤類が始新世には共存していたが、有袋類だけが現在まで生き残っていた。有胎盤類は中新世にオーストラリアがインドネシアに近づいたときに再び現れ、コウモリ目とネズミ目が化石記録として確かに残っている。有袋類は特定のニッチを満たすように進化し、そして多くの場合、その進化は、ユーラシアや北アメリカなどで類似したニッチを占める有胎盤類と身体的な類似がみられる。この現象は収斂進化として知られている。例えばオーストラリア最大の捕食動物として知られたフクロオオカミ（絶滅）はオオカミのようなイヌ科動物に著しくて似ていた。またフクロモモンガ科の動物とモモンガは樹上の生活様式を可能にしている類似した適応器官、つまり飛膜を持っている。フクロアリクイとアリクイは、ともにシロアリを捕食する食虫動物である。
野生の犬ディンゴは一説によると、50,000-30,000年前に当時東南アジアから陸続きであったニューギニア島を経て、アボリジニが連れてきたものが野生化したとされる。また「およそ4,000年前に東南アジアの海上交易人か漁師が連れて来た」とする説もある。いずれにせよ、ディンゴはオーストラリアの地に適応し、フクロオオカミの絶滅の原因になったとも考えられている。
一方、海に目を向けるとそこにはクジラたちがいる。世界のクジラ類の60%がオーストラリア近海に分布する。この海で見られる45種のクジラ類のうち、最も一般的なのはミナミセミクジラ、ザトウクジラ、ピグミーシロナガスクジラ、ドワーフミンククジラ、シャチ、ハンドウイルカ、マイルカなどである。ミナミセミクジラとザトウクジラに歯はなく、代わりに角質で出来た「クジラのひげ」をもつ。対してシャチには鋭い歯がある。これは食性の違いによる。これらすべてのクジラ類は1999年環境・生物多様性保護法によってすべての水域が連邦政府の保護下にある。絶滅の危機に瀕した、またはその恐れのある5種のクジラ（シロナガスクジラ、ミナミセミクジラ、イワシクジラ、ナガスクジラ、ザトウクジラ）に対し、個体数回復計画が実行されている。
ジュゴンは背びれがなく、足ひれの大きな灰褐色のふっくらとした海生哺乳類である。オーストラリアにおける生息域はクイーンズランド州南部のモートン湾から北部オーストラリアを横切って西オーストラリア州のシャーク湾にまで、弧状に分布している。ジュゴンは州政府と連邦政府によって保護されているため、オーストラリアの水域では個体数は比較的良好に保たれていると思われる。ただ世界的に見れば個体数はそれほど多くなく、国際自然保護連合(IUCN)の絶滅危惧種に指定されている。

## 鳥類

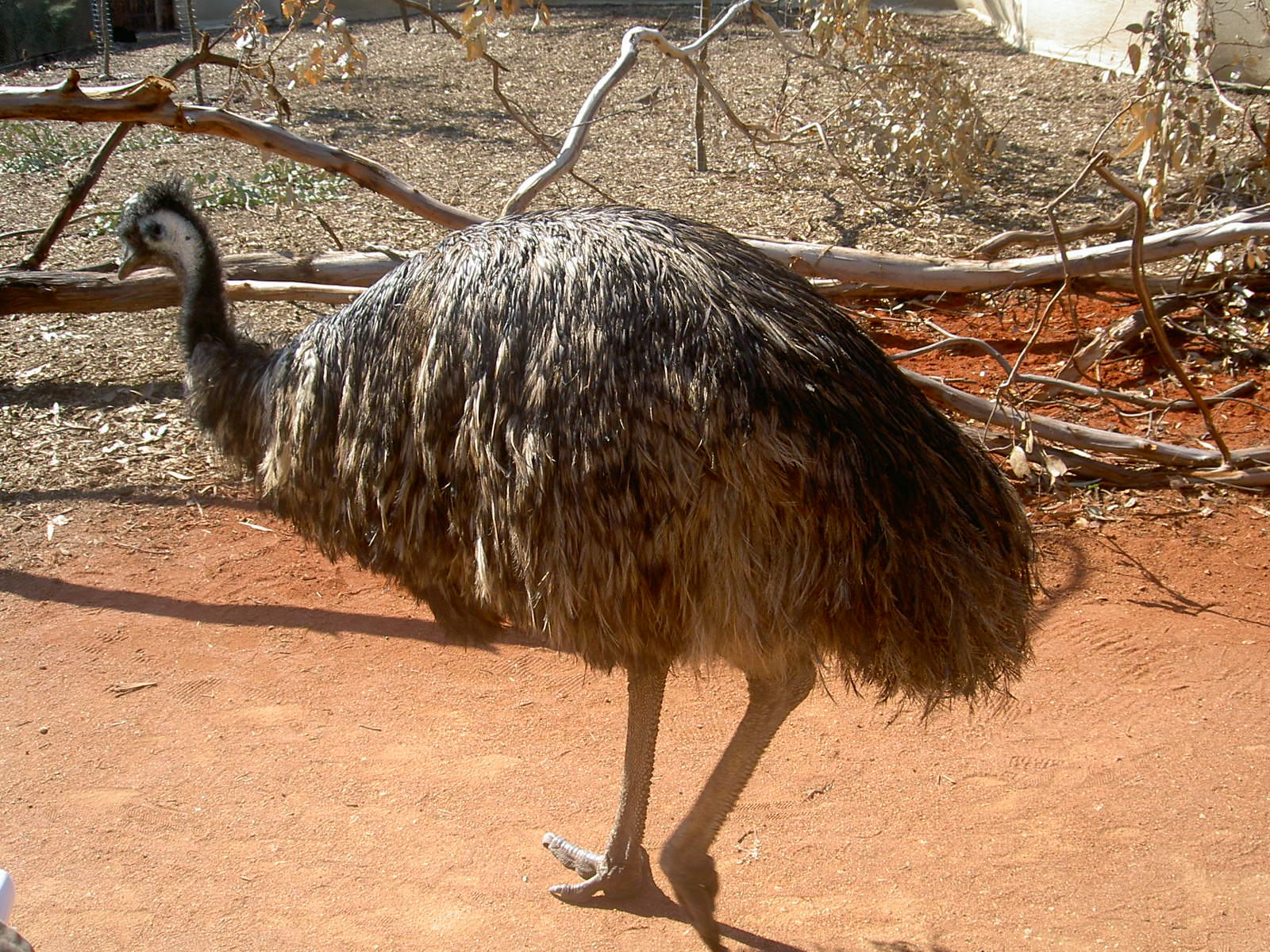
エミューの体重は現世鳥類の中では2番目に重い。オーストラリアの国章に用いられる紋章鳥でもある。

オーストラリアは800種以上の鳥類が生息する。これらのうちのおよそ350種は、オーストラリア、ニュージーランド、ニューギニア島において固有種である。オーストラリアの鳥類の化石記録は不連続であるが、漸新世後期という早い時期に、現生種の原種の記録がある。ゴンドワナ大陸に起源をもつ鳥は飛べない鳥であるヒクイドリ科（エミューとヒクイドリ）、ツカツクリ科（クサムラツカツクリとヤブツカツクリ）、オウム目、スズメ目の一部などがある。このうちオウム類は世界のオウム類の6分の1を構成している。独特の人の笑い声のような鳴き声で鳴くことが知られるワライカワセミはカワセミ科の中でもっとも大きな種である。
オーストラリアにおいて最大のグループはスズメ目であり、オーストラリアムシクイ科、オーストラリアヒタキ科、モリツバメ科、トゲハシムシクイ属などのホウセキドリ科、ミツスイ科、キノボリ科、コトドリ科、フウチョウ科（極楽鳥）、ニワシドリ科などが含まれる。アオアズマヤドリは進化心理学者の関心を惹きつけた鳥であり、この種のオスはメスに求愛するためにあずまやを作り、かつさまざまな青い素材（青い鳥の羽や、青い果実、近年はプラスチックなどの人工物も含む）を集めたあずまやの周辺に集めるという求愛ディスプレーを行う。

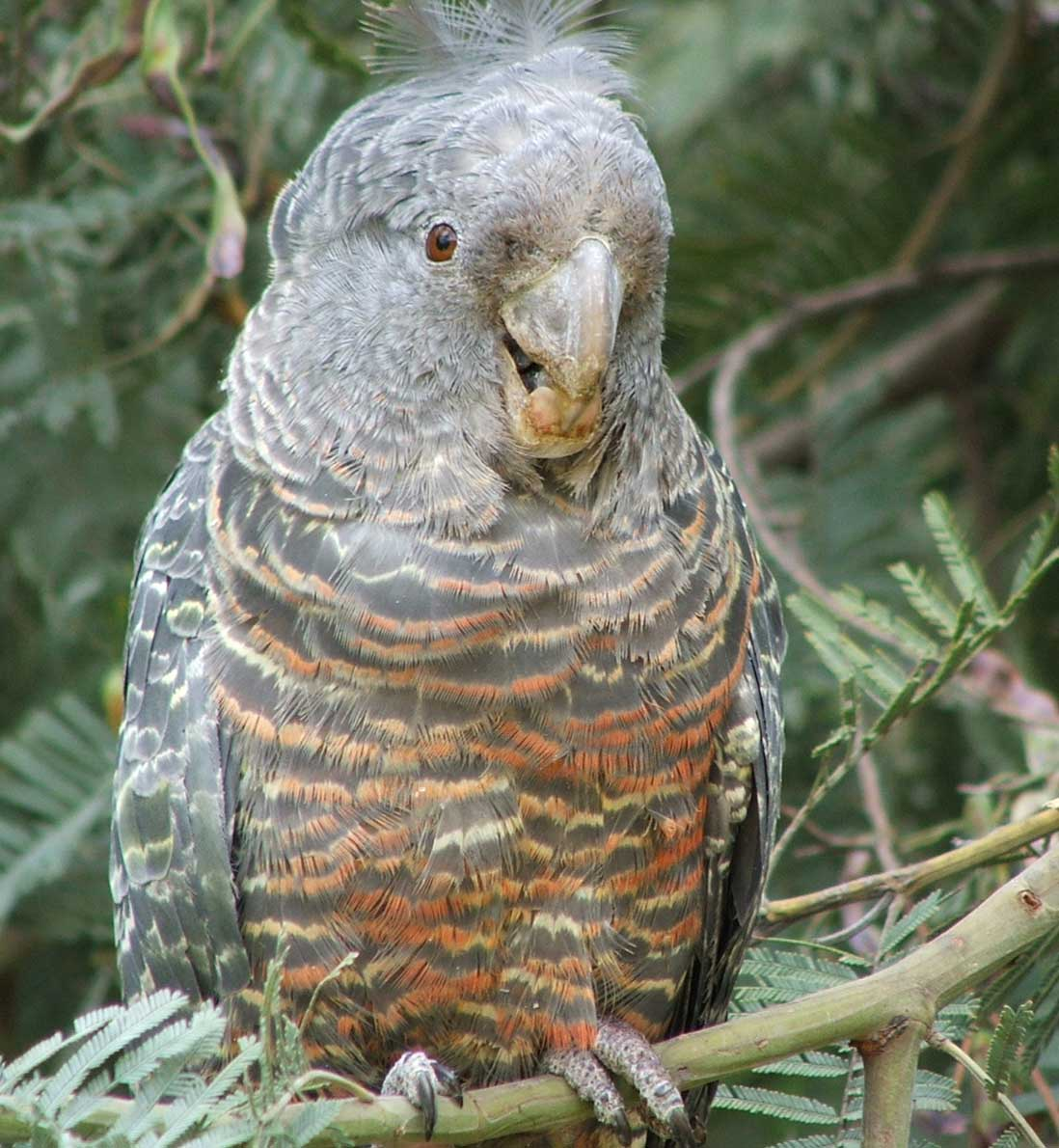
アカサカオウムのメス。

ユーラシアを起源にする鳥類にはツバメ科、ヒバリ科、ツグミ科、セッカ属、タイヨウチョウ亜科、そしてタカ目を含む（オーストラリア最大の猛禽類であるオナガイヌワシを含む）。
これには、人間によって移入されたイエスズメ、インドハッカのような鳥類を含み、例えばゴシキヒワとアオカワラヒワのようにオーストラリアの固有種とうまく共存したものもあれば、ホシムクドリやクロウタドリ、イエスズメ、インドハッカなどのように、オーストラリアの固有種の生態系を脅かしている種もある。
オーストラリアの沿岸には約200種の海鳥が生息し、その中には渡りをおこなう鳥も多い。オーストラリアは渡り鳥にとって、東アジア-オーストララシア間の経路の南端にある。その渡りの経路は極東ロシアとアラスカから、東南アジアを経由し、オーストラリアやニュージーランドまでに及ぶ。およそ200万羽の鳥が毎年オーストラリアまでこのルートを飛翔する。コシグロペリカンはごく普通に見られる大きな水鳥であり、オーストラリアの多くの水域で見かることができる。ペンギン目がオーストラリア南部に生息し、特にコガタペンギンはオーストラリア大陸で繁殖を行う唯一のペンギンである。

## 爬虫類
16科約850種が分布する。

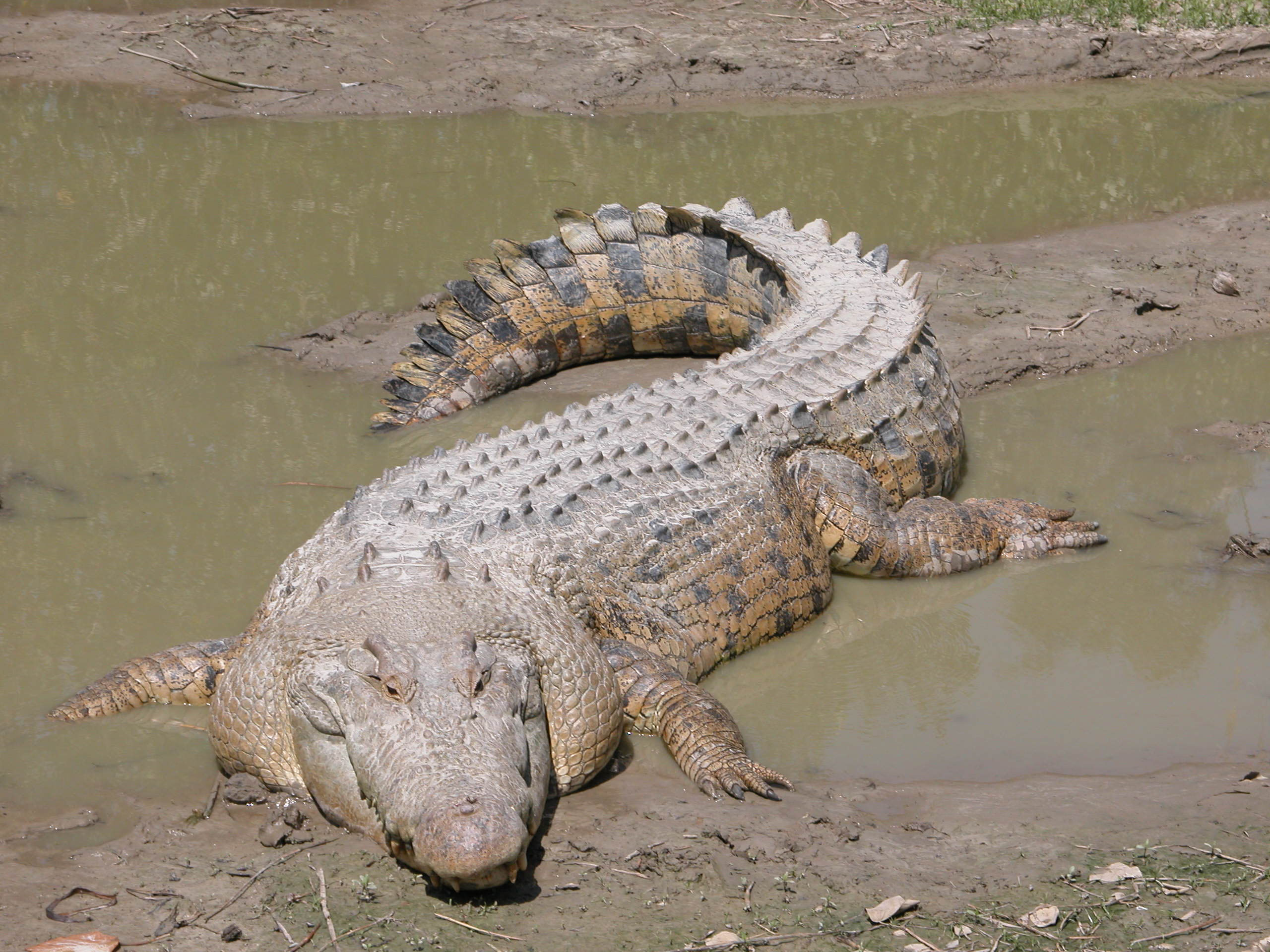
イリエワニは世界のワニで最大の種である。

カメ目では主に淡水域に分布するのは曲頸亜目のヘビクビガメ科で、ゴンドワナ大陸に由来すると考えられている。潜頸亜目に含まれる淡水域に分布するカメはスッポンモドキのみが北部に自然分布する。
有鱗目ではヒレアシトカゲ科、ヤモリ科（イシヤモリ亜科〈イシヤモリ亜科はヒレアシトカゲ科に近縁とする説もある〉）、アガマ科が分布し、これらの分類群はゴンドワナ大陸に由来すると考えられている。オオトカゲ科、トカゲ科、ナミヘビ科、ニシキヘビ科、イシヤモリ亜科を除いたヤモリ科も分布するがこれらは東洋区から侵入したと考えられている。ヘビ亜目は分布する構成種の大半をコブラ科が占める。
ワニ目は海産と淡水産の両方のワニが分布する、海産では世界最大の爬虫類であるイリエワニがいて、全長7m、重量1,200kgに達するが、5mを超えることは稀である。このどう猛なワニは魚、爬虫類、鳥と哺乳類を食べるが、時として人を襲うことがある。彼らは河口から上流100kmの内陸の淡水域まで広範囲で見つかる。分布域はクイーンズランド州、ノーザンテリトリー、西オーストラリア州の熱帯地域である。イリエワニは海水に対する耐性が強い事から、比較的新しい時代に東洋区から海伝いに侵入したと考えられている。イリエワニはその皮革からハンドバッグ、帽子、財布、財布とベルトを得るために養殖が行われている。そしてその肉はグルメ御用達である。一方淡水産のワニであるオーストラリアワニは湖、沼、分流と小さな川の上流に生息していて、体長は雄で3m、雌で2mになる。彼らは通常攻撃的ではない。
オーストラリアにはトカゲの科が5つあり、そして世界の他のどの地域よりも多くのトカゲが分布している。ペレンティーオオトカゲはオーストラリア最大のトカゲで体長2m以上に達する。分布はクイーンズランド州から西オーストラリア州の岩がむき出している乾燥地帯である。彼らは活発な捕食者であって、カメの卵、昆虫、鳥、他の爬虫類、哺乳類と時に死肉をむさぼる。
オーストラリアの海岸にはウミガメの7つの種のうち6つの種が訪れる。ヒラタウミガメ、アオウミガメ、タイマイ、ヒメウミガメ、アカウミガメ、そしてオサガメである。すべての種が州法と連邦政府の1999年環境・生物多様性保護法の保護下にある。オーストラリアはリクガメなど陸生種のカメがいない地域である。

## 両生類

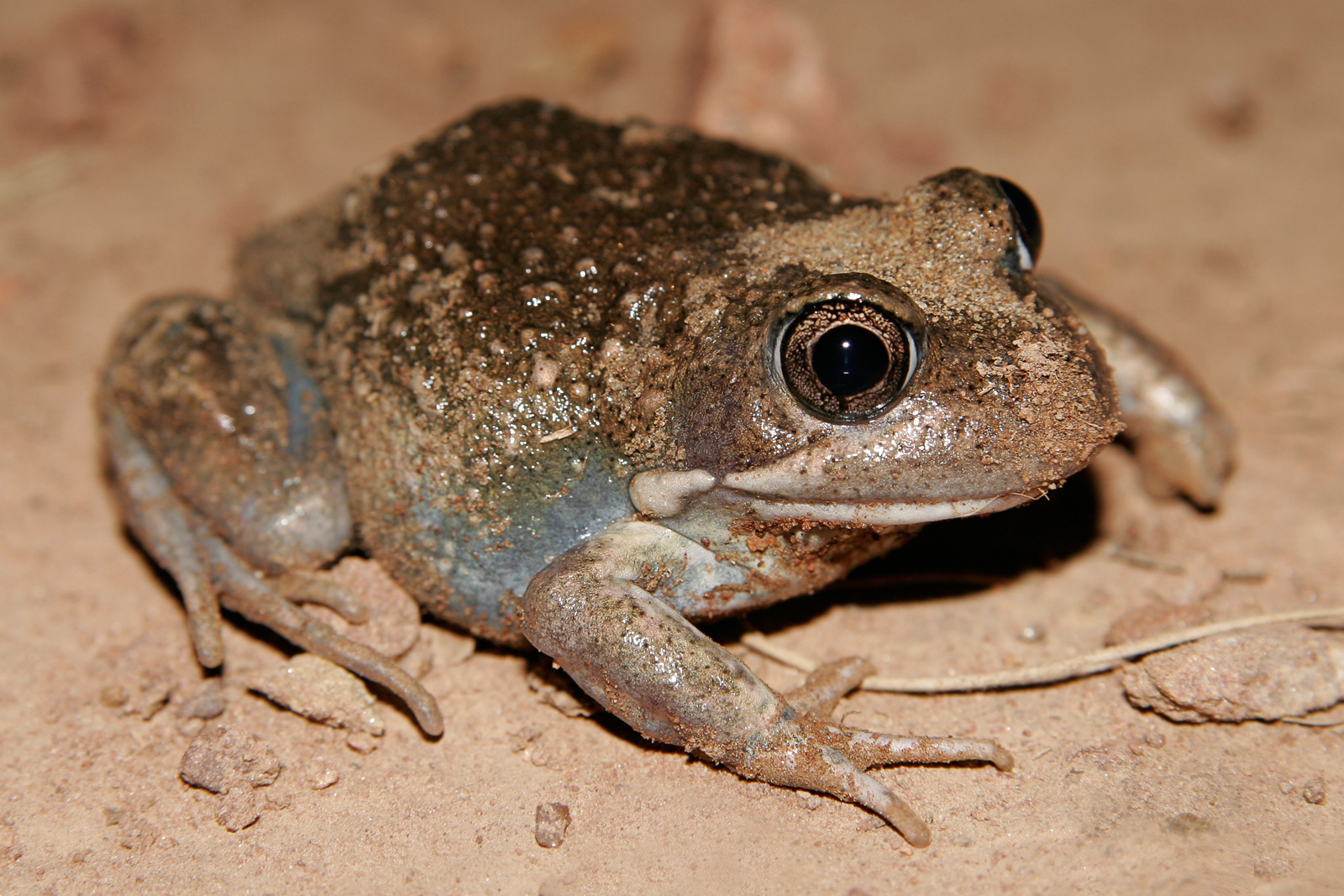
Eastern Banjo Frogはオーストラリア南東部で普通に見られるカエルである。鳴き声は、まるでバンジョーの弦をはじいた音のようである。

5科約200種（全世界に分布する両生綱の構成種のうち約5%）が分布する。大陸の大部分を乾燥域が占めるため面積あたりの種数は多いとはいえない。（例として面積は日本の20倍以上だが、一定の面積あたりに分布する種数は日本の1/5以下）
現生の両生類では無尾目のみが分布する。主にカメガエル科やアマガエル科（アメガエル亜科）が分布する。これらにはアオガエル科やアカガエル科、ヒキガエル科に類似した形態を持つ種もいて、他地域における他科のニッチを占めている。他大陸および隣接する東洋区に多く分布するアオガエル科やヒキガエル科は自然分布せず、アカガエル科は1種のみ自然分布する。
有尾目や無足目は分布しない。
カメガエル科は大きなグループで22属約120種を数え、オーストラリアのカエル相の57%を占める。このグループの注目に値する種として、カラフルで、そして絶滅の危機に瀕しているコロボリーヒキガエルモドキ(en)がある。アマガエル科はオーストラリアに3属70種以上を数える。オーストラリアのカエルの中でもっとも小さな種(Scanty Frog)はヒメアマガエル科に属する
近年オーストラリアのカエル個体数の急激な低下があった。低下の原因は不確かであるが、両生類を死に至らしめる真菌（ツボカビ門）の病気カエルツボカビ症が少なくとも部分的に関与していると見られる。カエルツボカビ症は両生類にとって致命的な疾患である。この感染症はオーストラリア固有ではなく、1970年代のアフリカツメガエルの輸入によるものと見られている。カエルツボカビ症は49種の両生類に感染していることが確認された。そのうち1種は外来種であるオオヒキガエルであるので、固有種としては48種である。この感染症はオーストラリアの4つの地域で見つかっている。クイーンズランド州クックタウンの北からメルボルンに及ぶ広大な東部海岸地帯、タスマニア、南オーストラリア州アデレード周辺、西オーストラリア州のパースを含む大部分の南西部である。タスマニアでは2004年に感染が確認されたのみである。ノーザンテリトリーは感染の記録のない唯一の州である。両生類のいくつかの種はこの感染症によって絶滅に追いやられた。この感染症は東海岸において、1978年12月に最初に確認された。

## 魚類

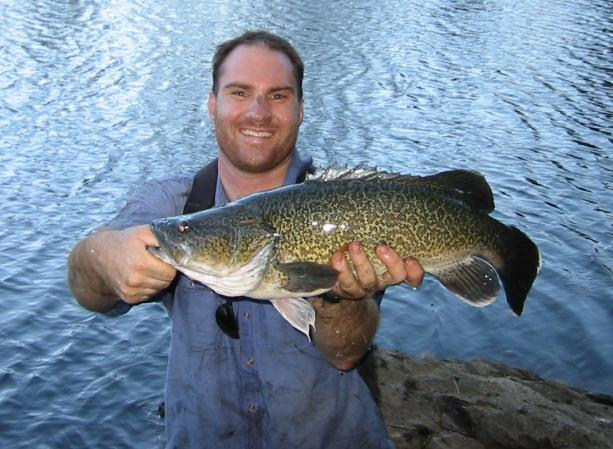
マーレーコッドはオーストラリア最大の淡水魚である。

魚類の4,400以上の種が、オーストラリアの水域に生息している。これらのうち、90%は固有種である。しかしながら、淡水の水域が比較的少ないオーストラリアでは、淡水魚は170種に限られる。オーストラリアの淡水魚のうち、二つの科は太古の昔に起源を求めることができる。それらはすなわちアロワナとオーストラリアハイギョである。オーストラリアハイギョはハイギョのうちもっとも原始的な姿をとどめている。そしてオーストラリアがゴンドワナ大陸と分離する前に進化した。西オーストラリア州南西部固有の、もっとも小さな淡水魚の一種はサラマンダーフィッシュである。この種は泥に穴を掘って中にこもることで、乾期の乾燥から生き残ることができる。ミナミキュウリウオ科、ガラクシアス科、アプロキトヌス科とペルキクティス科はゴンドワナ起源の種である。古代の淡水魚は別として、オーストラリアの淡水魚の70%には、淡水域に適応した熱帯インド-太平洋の海水魚種との類似性がある。しかし化石の形跡からは、これらの淡水の種の多くが起源が古代にあったことが示されている。これらの種は淡水性のヤツメウナギ、ニシン、ナマズ、レインボーフィッシュ、それにカワアナゴ科の50の種を含む。淡水におけるゲームフィッシュ（スポーツとしての釣りの対象種）は、バラマンディ、マーレーコッドとゴールデンパーチなどである。絶滅の危機に瀕している2種の淡水性のサメは、ノーザンテリトリーに分布している。
ブラウントラウト、カワマス、ニジマス、タイセイヨウサケ、マスノスケ、ヨーロピアンパーチ、コイとカダヤシを含むいくつかの外来種の淡水の魚種がオーストラリアの水域に移入された。カダヤシは他の魚のひれをかみ切ることで知られる攻撃的な種である。カダヤシは数種の固有の小型魚種の生息数の低下や、局所的な絶滅に関連がある。移入されたマス類は、Spotted Tree Frog(en)（アマガエル科の一種）のような他の高地の動物相や、トラウトコッド、マッコリーパーチ、マウンテンガラクシアスを含むいくつかの高地の固有の魚種への重大な悪影響を与えた。コイは、オーストラリア南東部のマレー・ダーリング流域で、水草の劇的な減少、小型固有魚種の減少と、汚濁の安定した高いレベルに強く関係している。

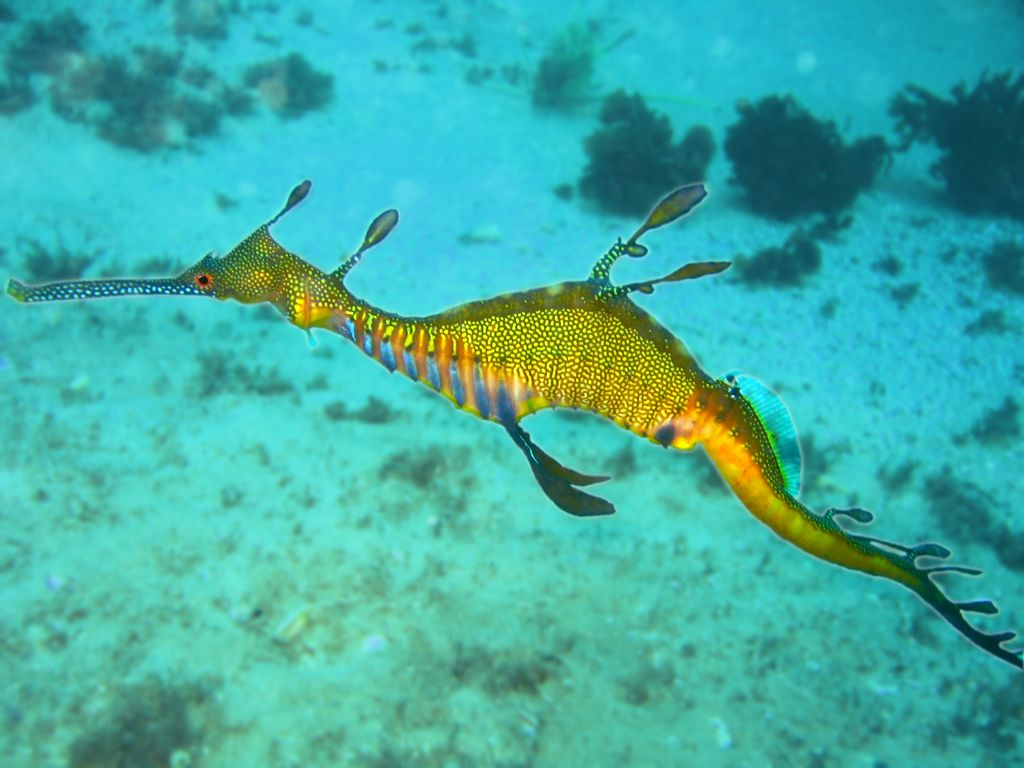
ウィーディ・シードラゴン（ヨウジウオとタツノオトシゴの近縁種）は、南オーストラリア周辺海域に分布している。

大部分のオーストラリアの魚類は海産である。興味深いグループとしてウツボやイットウダイのほか、オスが持つ特化した育児嚢でパートナーの卵を抱くヨウジウオ、タツノオトシゴがあげられる。ハタ類の80種がオーストラリアの海域に分布している。その中には世界最大の硬骨魚類であるタマカイも含まれる。タマカイは体長2.7m、体重400kgになることがある。アジ（ロウニンアジなどの大型種も含む）-銀の群れをなす一群の魚-の50種とフエダイは、商業的釣りにおいて人気がある種である。グレート・バリア・リーフは、スズメダイ、チョウチョウウオ、エンゼルフィッシュ、ハゼ、テンジクダイ、ベラ、モンガラカワハギとニザダイを含む巨大な種類の、小規模から中規模の礁魚の生息地となっている。オニダルマオコゼとフグ、そしてハナミノカサゴは有毒であり、毒性は人間をも死に至らしめる程である。アカエイ科には11種に有毒種がいる。そのうち最大のものはショートテイルスティングレイである（全長最大4.3m）。バラクーダは礁に棲む最大の種の一つである。しかし大きな個体はシガテラ中毒の恐れがあるため食べるべきではない。

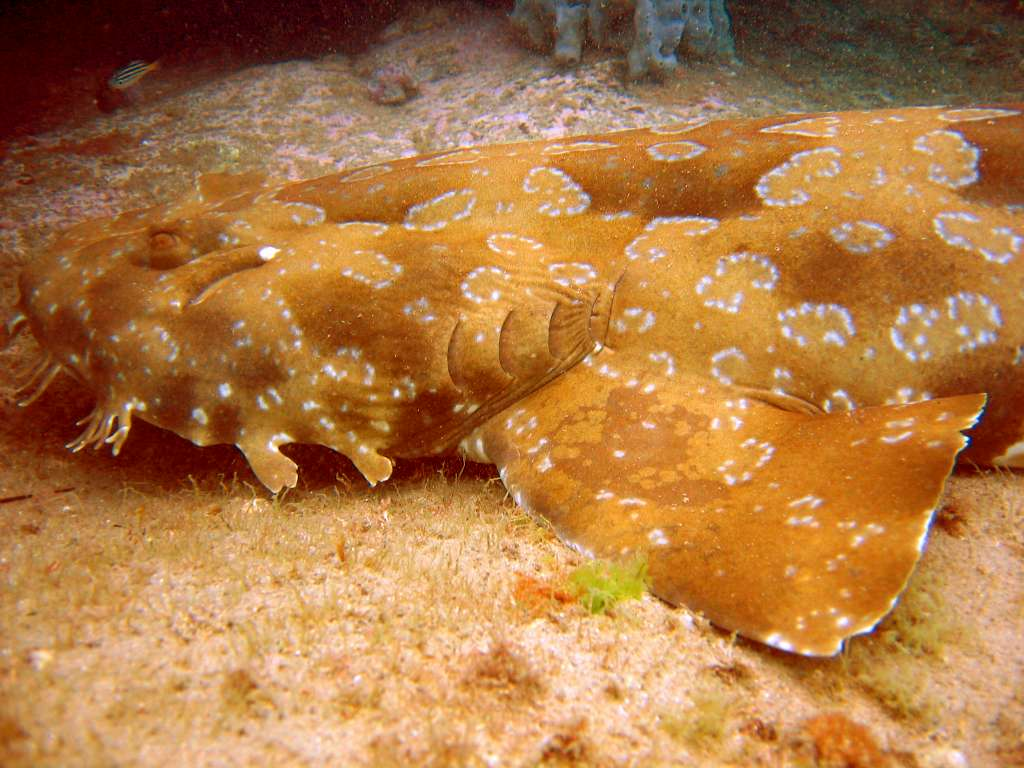
クモハダオオセはオオセ科最大のサメである。全長3.2mに達する。

サメはオーストラリア近海と河口に分布している。メジロザメ科の30種、トラザメ科の32種、オオセ科の6種、ツノザメ科の40種を含む166種が含まれる。ネコザメ科からはポートジャクソンシャーク、シマネコザメ、クレステッドブルヘッドシャークの3種が分布する。2004年には12件のサメによる人間への死傷事故があり、そのうち2件は死者がでた。サメのうち、特にオオメジロザメ、イタチザメ、ホホジロザメの3種がときおり人間に対する重大な脅威をもたらすことで知られている。クイーンズランド州とニューサウスウェールズ州のいくつかの人気のあるビーチでは、サメよけ網によって危険なサメから保護されている。サメの乱獲による個体数減少はオーストラリアでも例外ではなく、いくつかの種は現在絶滅の危機に瀕している。1988年にパースの海岸でメガマウスが発見された。メガマウスの生態についてはごく僅かのことしか解っていない。しかしこの発見はオーストラリア近海にメガマウスが生息していることを示しているかもしれない。

## 無脊椎動物
| 分類学上の グループ                  | 記録に記述された種の数 | オーストラリアの種の推定総数 |
| ------------------------------------ | ---------------------- | ---------------------------- |
| 海綿動物                             | 1,416                  | ~3,500                       |
| 刺胞動物                             | 1,270                  | ~1,760                       |
| 扁形動物                             | 1,506                  | ~10,800                      |
| 鉤頭動物                             | 57                     | ~160                         |
| 線形動物                             | 2,060                  | 30,000                       |
| 軟体動物                             | 9,336                  | ~12,250                      |
| 環形動物                             | 2,125                  | ~4,230                       |
| 有爪動物                             | 56                     | ~56                          |
| 甲殻類                               | 6,426                  | ~9,500                       |
| クモ綱                               | 5,666                  | ~27,960                      |
| 昆虫                                 | 58,532                 | ~83,860                      |
| 棘皮動物                             | 1,206                  | ~1,400                       |
| その他                               | 2,929                  | ~7,230                       |
| Modified from: Williams et al. 2001. |                        |                              |

オーストラリアの約20万の動物種のうち、およそ96%は無脊椎動物である。無脊椎動物の多様性の上限が不確かであるが、90%の昆虫と軟体動物は固有種であると考えられている。
無脊椎動物は多くのニッチを占め、分解者や授粉者、被食者としてすべての生態系の中で重要である。無脊椎動物で最も大きなグループは昆虫である。昆虫類は、オーストラリアの既知の動物種の約75%を構成する。最も多様な昆虫の種類はカブトムシやゾウムシなどを含むコウチュウ目であり、約28,200種が生息する。チョウとガを含む20,816の種によるチョウ目、アリやハチ、スズメバチ科を含むハチ目の12,781の種で、ハエやカなどのハエ目は7,786種、カメムシやアブラムシ、ヨコバイを含むカメムシ目は5,650種、そしてバッタ、コオロギとキリギリスを含むバッタ目の2,827種が生息する。固有種に対する重大な脅威をもたらす外来種として、オーストラリア固有の種と種間競争を行うセイヨウクロスズメバチやセイヨウミツバチ、アカヒアリ、アシナガキアリとなどが移入された。

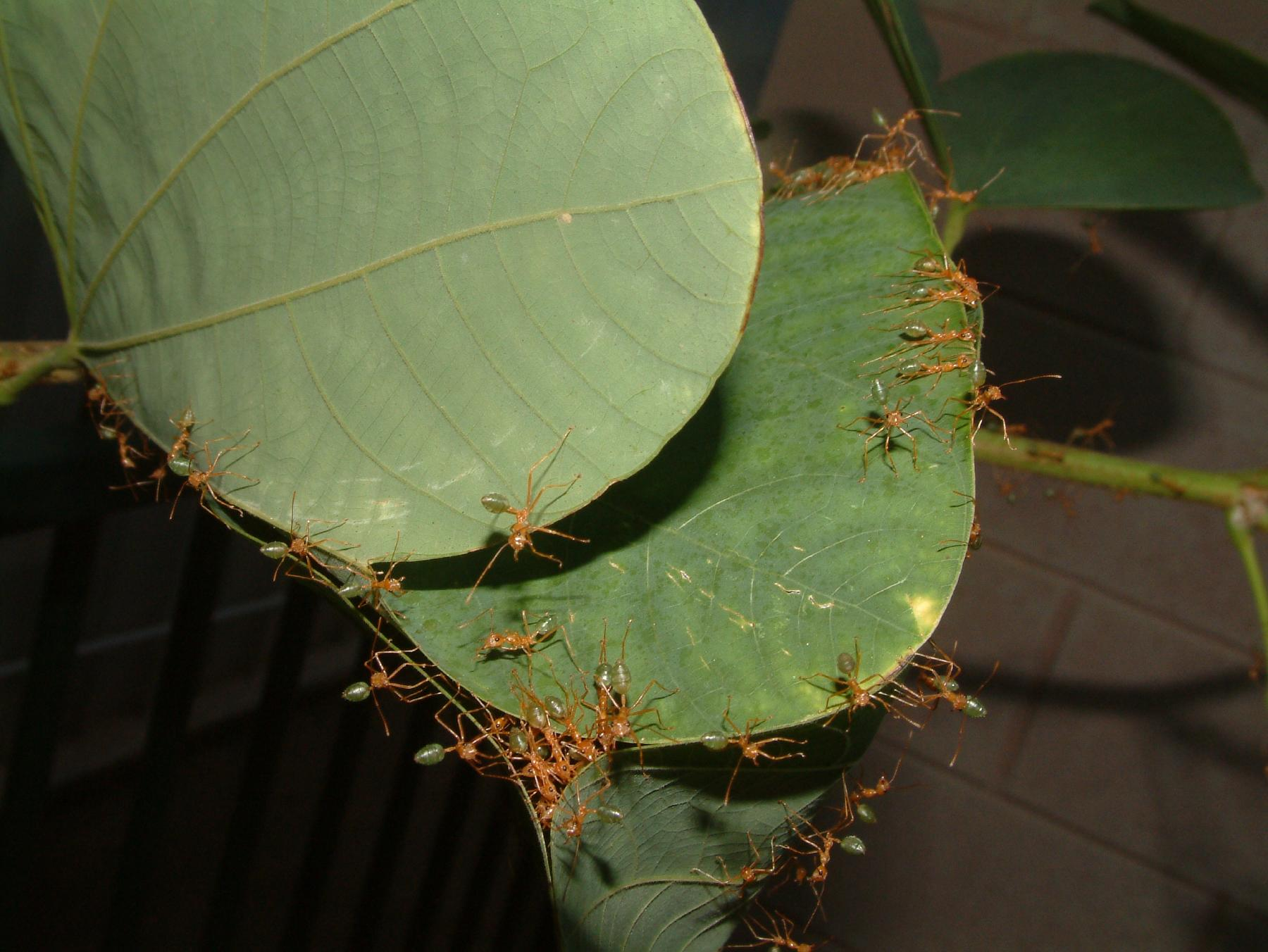
アリは1,275の種と亜種がオーストラリアに分布する。 これらのツムギアリはオーストラリアの熱帯地域に分布し、葉で巣を築く。

オーストラリアには、よく知られた135種を含む多種多様なクモ綱が分布する。咬傷により時に命に関わる、悪名高いシドニージョウゴグモやセアカゴケグモを含む多数の非常に危険な種が生息する。ダニ目には数千種のダニとマダニが属する。また8種のカニムシ目と9種のサソリ目が分布している。
環形動物の貧毛綱には多数の水生あるいは陸生のワームが見られる。ヒメミミズ科、ムカシフトミミズ科、フタツイミミズ科とフトミミズ科などである。フトミミズ科に属する世界最大のミミズであるメガスコリデス・アウストラリス(Megascolides australis)がビクトリア州ギプスランドにのみ分布している。この種は平均で全長80cmになり、最大で3.7mにも達する。

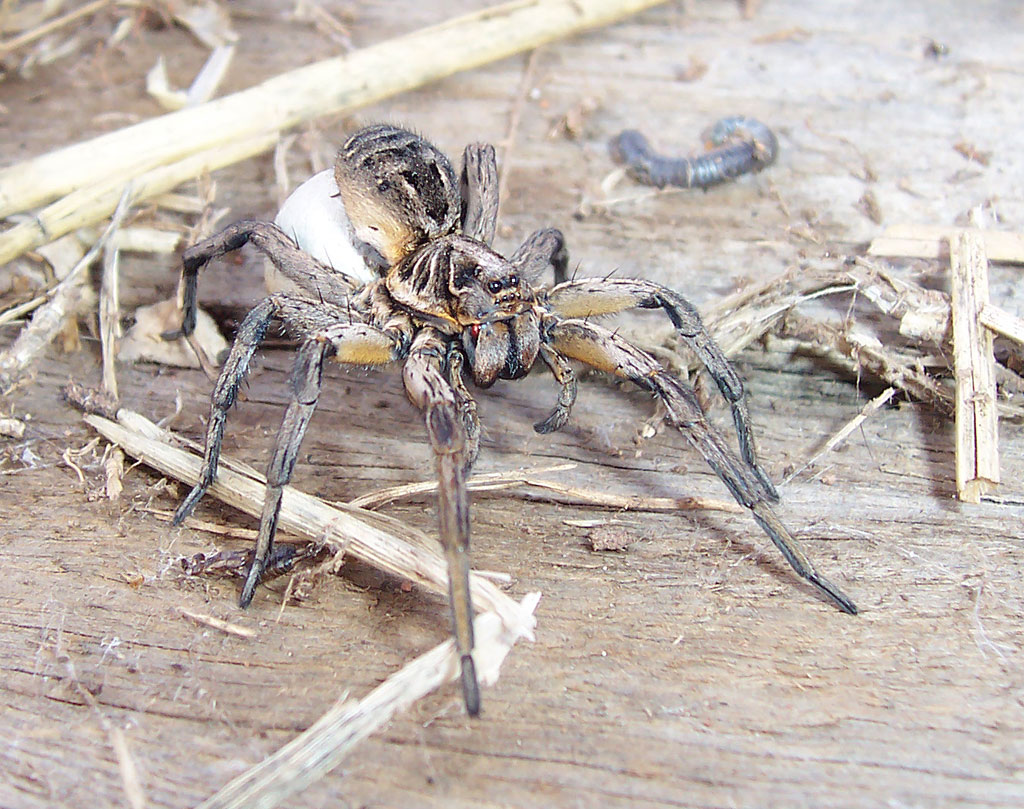
コモリグモはオーストラリアの多くの地域で普通に見られる。メスは卵嚢を運ぶ習性がある。

大きな科であるミナミザリガニ科は、オーストラリアの淡水性ザリガニのうち124種を含む。これらの中には体長30mmにみたない世界最小の種swamp crayfishや、世界最大の種であり体長76cm、体重4.6kgになるタスマニアオオザリガニがある。また、Cherax属には通称「ヤビー」に加え、ペット用や食用に養殖されることのある「マロン」や「レッドクロウ」が含まれる。Engaeus属はオーストラリアにのみ生息する淡水性ザリガニである。Engaeus属はその寿命の大半を陸の巣穴で費やすので、この属が完全な水生生物であるわけではない。Austrothelphusa属の淡水性カニの7種が分布している。タスマニアだけで見られる、非常に原始的な淡水性のエビAnaspididae科の仲間はきわめて珍しいグループであり、2億年前の化石記録から見つかる種に似ている。

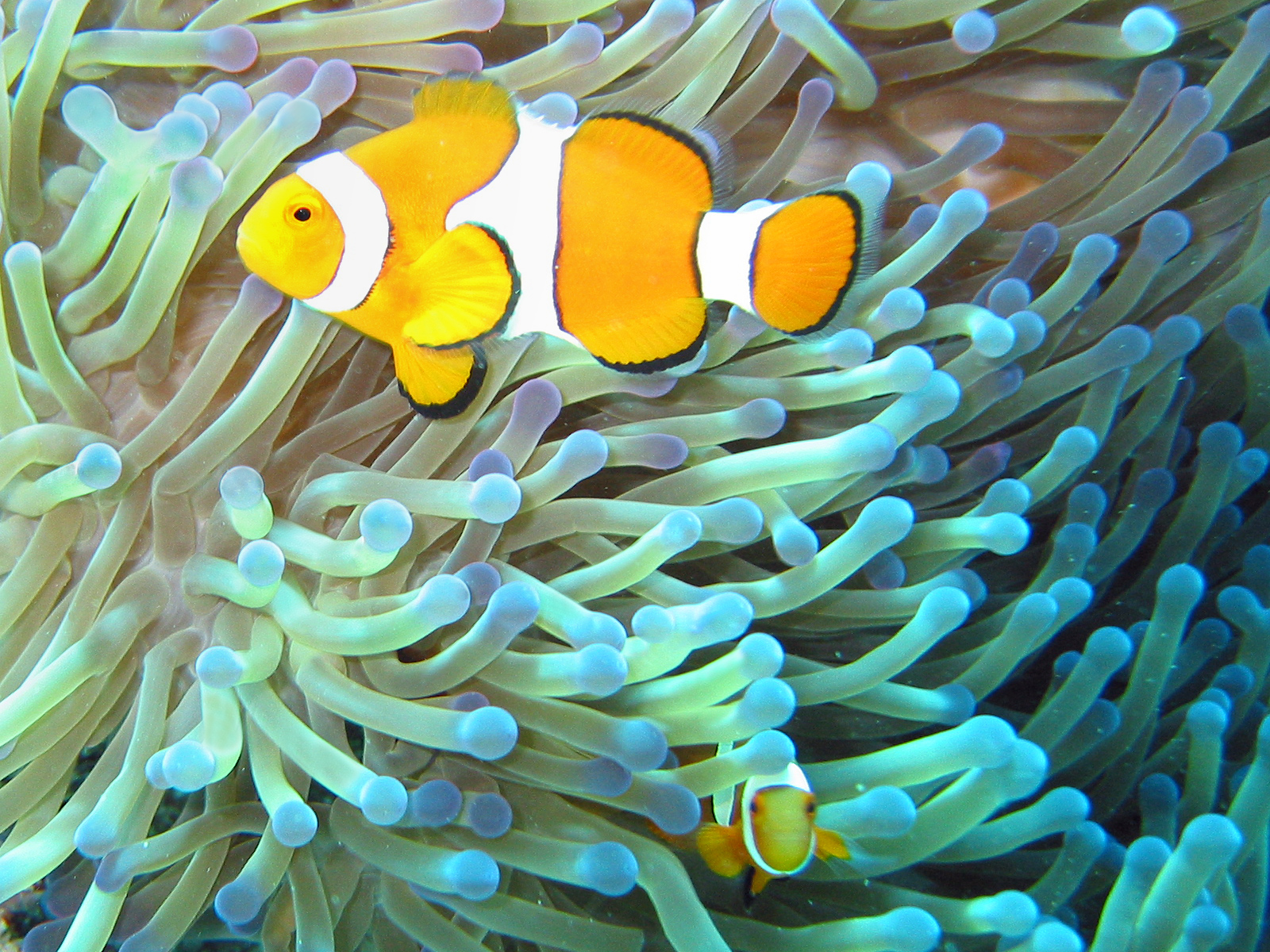
グレート・バリア・リーフのセンジュイソギンチャク。一緒に写っているのはカクレクマノミ。

非常に様々な種類の無脊椎動物がこのオーストラリアの水域に分布している。グレート・バリア・リーフはこの多様性の重要な地域である。これらには海綿動物門、刺胞動物（クラゲ、サンゴ、イソギンチャク、有櫛動物）、棘皮動物門（ウニ、ヒトデ、クモヒトデ、ナマコ、腕足動物）と軟体動物門（カタツムリ、ナメクジ、カサガイ、イカ、タコ、ザルガイ、カキ、二枚貝と多板綱）を含む。有害な無脊椎動物はオーストラリアウンバチクラゲ、ヒョウモンダコとイモガイを含む10の種である。そして、それらは毒で人間に呼吸不全と死を引き起こすことがある。オニヒトデは通常は低い密度でサンゴ礁に分布する。しかし未だよく解明されていない状況下においては、サンゴを食べるオニヒトデは、サンゴが再生するよりも速いスピードで食害するために、そのとき、彼らは非常に高い密度で分布する。これは深刻なサンゴ礁の問題である。もう一つの問題は、大量に発生したウニが海草を食べ尽くしてしまうことによって起きる「磯焼け」である。人間によって移入された有害な無脊椎動物はホトトギスガイ、ニュージーランド産のミドリイガイ、イガイダマシとマヒトデなどである。そして、これらはオーストラリア固有の甲殻類に取って代わった。
オーストラリア周辺海域には、多くの固有の甲殻類もまた生息している。
甲殻類の食用になる種が属する、最も有名な綱は軟甲綱である。オーストラリア北部の温かい水域は、カニやヤドカリ下目、イセエビ科、クルマエビ亜目を含む十脚目甲殻類の多くの種の生息地となっている。フクロエビ上目（端脚目と等脚目を含む）は、オーストラリア南部の冷たい水域において、より多くの種が生息している。それほど知られていないグループにおいては、ムカデエビ綱、カシラエビ綱、鰓脚綱、顎脚綱（フジツボ、カイアシ類と鰓尾類 など）と貝形虫亜綱などが生息する。注目に値する種はタスマニアオオガニで深海に住み、体重13kgになる。他にはオーストラリアイセエビという種で、これは第一脚にはさみをもたない。

## 侵略的外来種

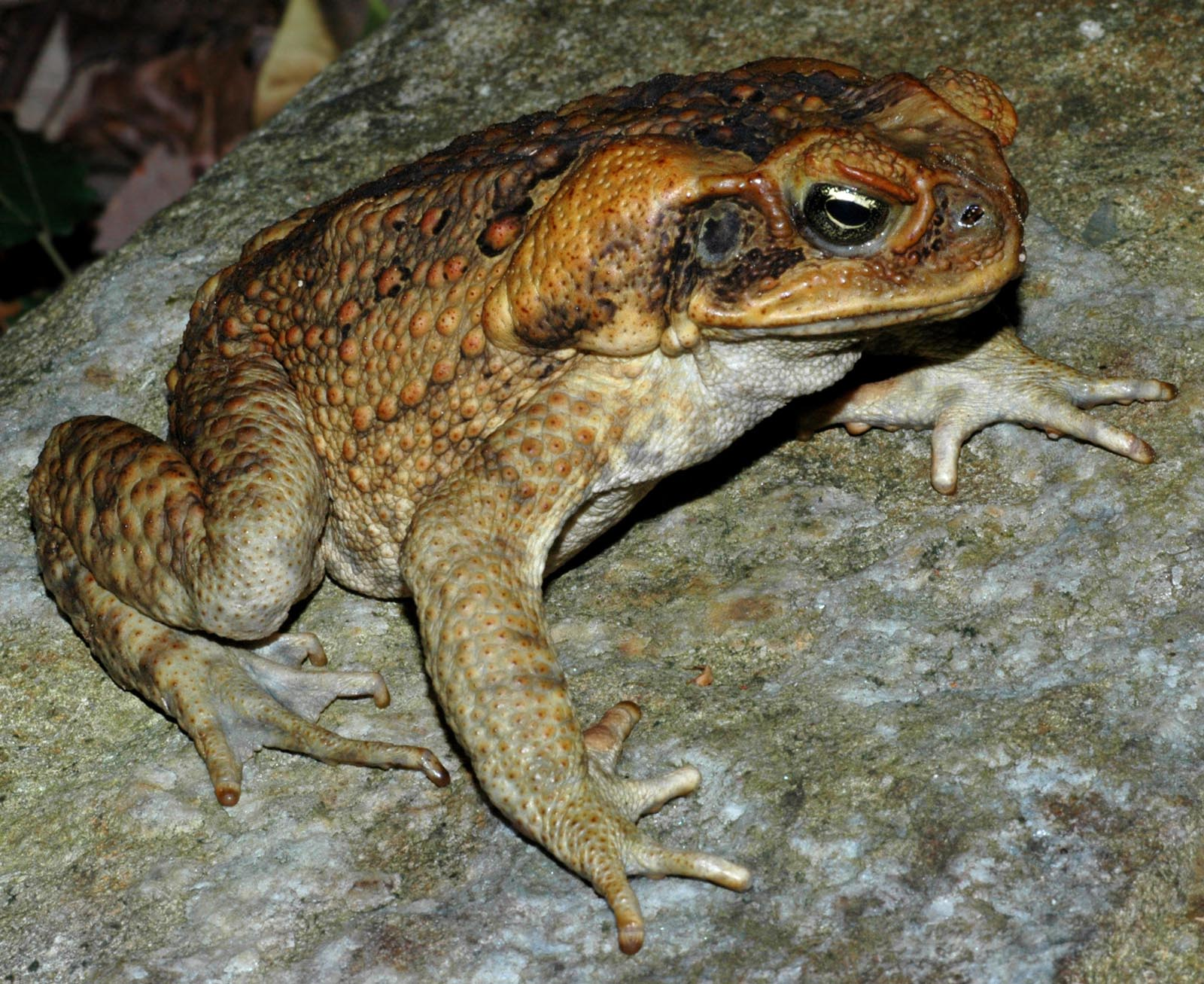
毒を持つオオヒキガエル。

故意、事故、自然なプロセスによるオーストラリアへの外来種の移入はかなり多く、現在かなりの数の侵略的外来種が環境に悪い影響を与えている。移入された生物はいくつかの手段で環境に悪影響を及ぼす。アナウサギは木の芽を食べ尽くし、土地を荒廃させる。アカギツネはオーストラリアの固有の種を捕食することによって、現地の固有の動物相に影響を及ぼす。一方で、オオヒキガエルは食べられることによって、その毒で捕食者に影響を与える。オーストラリアには元来ヒキガエル科は分布していなかった。オオヒキガエルは1935年にサトウキビ畑の害虫を抑制する試みとして移入されたが、その試みは失敗し、そして皮肉にも、それ自身がその後圧倒的な有害生物となった。オーストラリア固有の食虫動物と食物を争うだけでなく、オオヒキガエルを捕食するオオトカゲ、フクロネコ、ワライカワセミ、オーストラリアワニ、タイガースネーク、ディンゴなど固有の動物相にその体から分泌する強力な毒をもたらし、時に死に至らしめた。しばしば人間に対しても被害を与えた。侵略的外来種には鳥類（インドハッカなど）や魚類（コイ、シクリッド）、昆虫類（ヒアリ）、軟体動物（ホトトギスガイ）などが含まれる。外来種の問題は、これらの外来種とともに病気や真菌、寄生虫を持ち込まれることだけでなく、帰化植物によってより増大することである。
これら外来種への対処にかけた資金と労力はほとんど報われていない。そしてこの外来種問題はオーストラリアの生物多様性の保護に関する主要な問題であり続けている。

## 人間の影響と保護
少なくとも40,000年の間、オーストラリアの動物相はアボリジニの従来からの生活様式に不可欠な役割を演じた。そして、彼らは食物と皮革を求めるために多くの種を利用した。カンガルー科やポッサム、オットセイ、魚類、ミズナギドリなどを狩猟で得ていた。一方、主に食物としていた無脊椎動物はヤガの幼虫であるボゴン・モス（英語 Bogong moth）、ボクトウガ科の一種の幼虫であるウィチェッティ・グラブ（Witchetty grub）、軟体動物などがあげられる。燃え木農業（狩りをするのを容易にするために低木林地の広い帯状地帯を焼いていたアボリジニの土地管理活動。“火かき棒農業”とも）によって植物相と動物相に変化が加えられた。燃え木農業には有毒蛇の生息を阻み、繁茂した植物を焼き払い、アボリジニの移動を容易にし、また彼らの食物となる動物を火によって追い立てるなど、多様な効果があった。これにより、むしろ「生物の多様性」が促進された一面もある一方で、農業方法が飛べない鳥であるゲニオルニス(Genyornis)属の絶滅の一因になったと考えられている。オーストラリアの大型動物相の絶滅の先住民による狩猟と景観改変の役割は、議論の対象である。

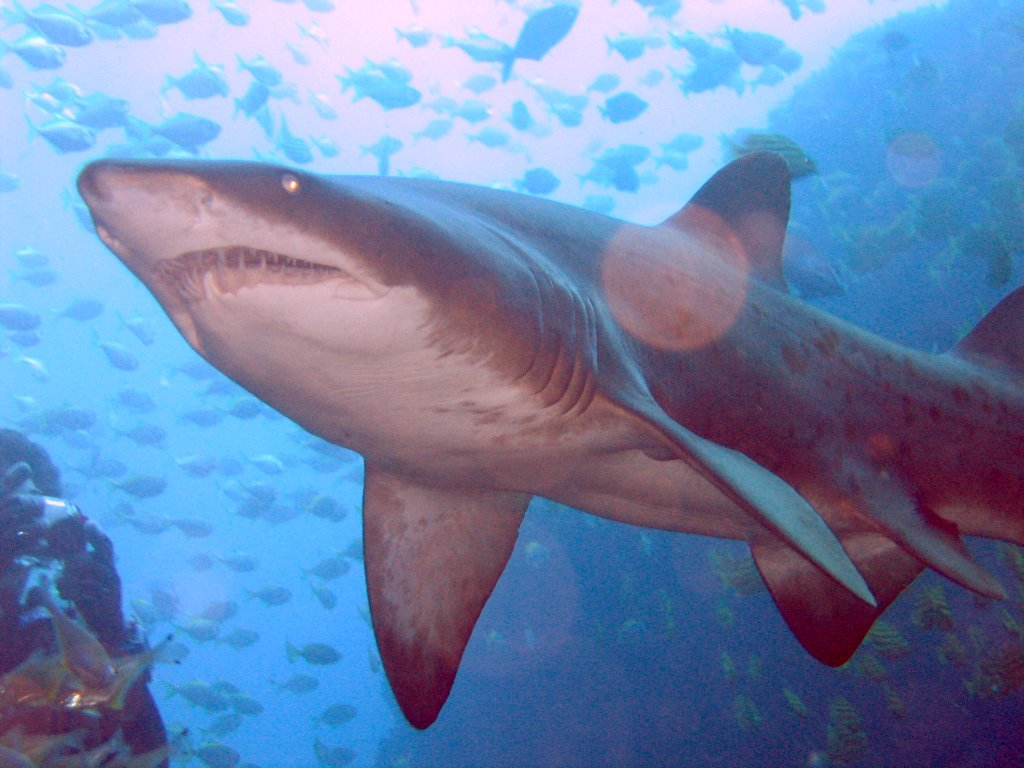
シロザメはオーストラリアの東海岸においては、絶滅が危惧されている。

固有の種の個体数に与えたアボリジニの影響は、後のヨーロッパからの植民の大きな影響に比べれば、それほど重要ではないと考えられる。ヨーロッパからの植民以来、固有の動物相の利用、生息域破壊、外来種の捕食者と競争的動物種の導入などが、27種の哺乳類、23種の鳥類、4種のカエルの絶滅を引き起こした。現在、オーストラリアの動物相の多くは法律によって保護されている。注目に値する例外は一部のカンガルー類であり、増えすぎているため、定期的に駆除される。
連邦政府による1999年環境・生物多様性保護法（EPBC法）は、1992年の生物の多様性に関する条約の調印国としてオーストラリアの果たすべき義務を明確にするためにつくられた。この法例ではすべての固有の動物相を保護して、絶滅危惧種の識別と保護を規定する。各々の州と準州では、法で定められた絶滅危惧種のリストがある。現時点では、380の動物の種は絶滅危機種(endangered)と絶滅危惧種(threatened)の両方が連邦政府によるEPBC法のもとで保護され、他の種は州および準州の法の下に保護されている。オーストラリアの動物相と生物多様性の保護において重要な段階となる、オーストラリア中のすべての種の完全な目録の作成が着手された。1973年に、植物相と動物相の分類学、識別と分布区域の研究を統合するため、連邦政府はオーストラリア生物資源研究会（Australian Biological Resources Study:ARBS）を設立した。ABRSは、記録されたオーストラリアの植物相と動物相を分類している無料のオンライン・データベースを維持している。
オーストラリアは国際捕鯨委員会のメンバーで、商業捕鯨に強く反対する立場である。オーストラリアの水域において、すべてのクジラ類は保護されている。またオーストラリアは絶滅のおそれのある野生動植物の種の国際取引に関する条約(CITES)の調印国でもある。したがって、絶滅の危機にある種の輸出も禁止している。固有の生態系を保護して、保存するために保護区がすべての州と準州で作られた。これらの保護された地域は国立公園と他の地域（ラムサール条約に登録された64の湿地と16の世界遺産）を含む。2002年現在、オーストラリアの総陸地面積の10.8%（774,619.51km2）は、保護区である。海の生物多様性を保つために多くの地域で保護海域が作られ、2002年現在、これらの地域は、オーストラリア海洋の管轄区域のおよそ7%（646,000km2）をカバーする。
グレート・バリア・リーフ海洋公園局は、連邦および州の特定の法律の下で、グレート・バリア・リーフを管理している。オーストラリアの漁場は、その多くは既に開拓されている。そして、漁獲高の割り当ては海産魚類の個体数を維持できる分に設定されている。
連邦政府に対し、民間の研究者によって作成された環境状態報告書（2001年）において、環境の状態とオーストラリアの環境管理が以前（1996年）のレポートの時よりも悪化したと結論づけた。とりわけ野生生物保護に関連する部分において、土壌の塩化、水系の撹乱、土地開拓、生息域の分断、沿岸環境の貧弱な管理などのような多くの行為、活動がオーストラリアの生物多様性を保護するにあたり、大きな問題となっていると述べている。